# Дејан Луткић
Дејан Луткић (Врбас, 19. фебруар 1974) српски је филмски, телевизијски и позоришни глумац. Професионалну каријеру је започео 1993. године.

## Биографија
Дејан Луткић је рођен 19. фебруара 1974. године у Врбасу али је детињство провео у Кули. Завршио је нижу музичку школу, одсек клавир а глуму је дипломирао на Факултету драмских уметности у Београду. Стални је члан позоришта Бошко Буха. Популарност је стекао улогом Ринге у филму Рингераја 2002. године. Познат је и као мафијаш Аламуња из телевизијске серије Бела лађа и као Јован Јагодић из серије Сва та равница и Јагодићи. Ожењен је Љубинком и има две ћерке Анастазију и Нађу.

## Улоге

### Филмографија
|                   | 1990▼ | 2000▼ | 2010▼ | 2020▼ | Укупно |
| ----------------- | ----- | ----- | ----- | ----- | ------ |
| Дугометражни филм | 2     | 5     | 2     | 1     | 10     |
| ТВ филм           | 0     | 3     | 0     | 0     | 3      |
| ТВ серија         | 3     | 10    | 11    | 2     | 26     |
| Кратки филм       | 2     | 0     | 0     | 0     | 2      |
| Укупно            | 7     | 18    | 13    | 3     | 41     |

| Год.       | Назив                                                     | Улога                                       |
| ---------- | --------------------------------------------------------- | ------------------------------------------- |
| 1990-е▲    |                                                           |                                             |
| 1993.      | Игра пиона (кратки филм)                                  |                                             |
| 1995.      | Не веруј жени која пуши гитанес без филтера (кратки филм) |                                             |
| 1996.      | Мали кућни графити (серија)                               | Дики                                        |
| 1997.      | Горе-доле (серија)                                        | Младић са дугом косом                       |
| 1988.      | Раскршће (сегмент: Магија)                                |                                             |
| 1998.      | Црвено, жуто, зелено... крени (серија)                    |                                             |
| 1999.      | Пропутовање (сегмент: Сребрни метак)                      | главни скојевац                             |
| 2000-е▲    |                                                           |                                             |
| 2000.      | Небеска удица                                             | Уфоња                                       |
| 2001.      | Породично благо (серија)                                  | Александар Ковачевић, пљачкаш и трансвестит |
| 2002.      | Рингераја                                                 | Алекса Рикановић — Ринге                    |
| 2002.      | Фазони и Форе 2 (серија)                                  |                                             |
| 2002.      | Лавиринт                                                  | млади Поп                                   |
| 2002.      | Лавиринт (серија)                                         | млади Поп                                   |
| 2003.      | Мансарда (серија)                                         | Марко                                       |
| 2003.      | Ју                                                        |                                             |
| 2004.      | Скела (ТВ филм)                                           | коцкар                                      |
| 2005.      | Срце у бунару (ТВ филм)                                   | Бостиан                                     |
| 2006.      | М(ј)ешовити брак (серија)                                 | Ђанфранко                                   |
| 2007.      | Промени ме                                                | Гиџа                                        |
| 2007.      | Премијер (серија)                                         | Светислав Сотиров                           |
| 2007.      | Тегла пуна ваздуха (ТВ филм)                              | Лука                                        |
| 2007.      | Оно наше што некад бејаше (серија)                        | Тоша Кицош                                  |
| 2008.      | То топло љето (серија)                                    | Дејан Борић                                 |
| 2009—2015. | Улица липа (серија)                                       | Мирослав                                    |
| 2009—2010. | Јесен стиже, дуњо моја (серија)                           | адвокат Спирић                              |
| 2010-е▲    |                                                           |                                             |
| 2010.      | Сва та равница (серија)                                   | Јован Јагодић                               |
| 2007—2011. | Бела лађа (серија)                                        | Густав Стојановић — Аламуња                 |
| 2011.      | Певај, брате! (серија)                                    | Ђорђе                                       |
| 2012—2013. | Јагодићи (серија)                                         | Јован Јагодић                               |
| 2014.      | Будва на пјену од мора (серија)                           | Алексеј                                     |
| 2014—2015. | Јагодићи: Опроштајни валцер (серија)                      | Јован Јагодић                               |
| 2016.      | Santa Maria della Salute                                  | Радивој Симоновић                           |
| 2017.      | Комшије (серија)                                          | психијатар Стојан                           |
| 2017.      | Santa Maria della Salute (серија)                         | Радивој Симоновић                           |
| 2019.      | Група (серија)                                            | Вељко, Страхињин адвокат                    |
| 2019.      | Јунаци нашег доба (серија)                                | Мигел Петросијану                           |
| 2019.      | Реална прича                                              | редитељ рекламе                             |
| 2019—2020. | Швиндлери (серија)                                        | Отон Муха                                   |
| 2020-е▲    |                                                           |                                             |
| 2020.      | Мама и тата се играју рата (серија)                       | редитељ рекламе                             |
| 2021.      | Бележница професора Мишковића (серија)                    | Мирослав                                    |
| 2021.      | Александар од Југославије                                 | принц Ђорђе Карађорђевић                    |
| 2022.      | Зборница                                                  |                                             |

## Синхронизацијске улоге
| Година синх. | Цртани филм                                          | Улога                                       |
| ------------ | ---------------------------------------------------- | ------------------------------------------- |
| 1996.        | Старла и јахачи драгуља (Призор (студио))            | Макс                                        |
| 1997.        | Небески сурфери (Призор (студио))                    | Луди Стант, Сајброн                         |
| 1998.        | Магичне авантуре Квазимода (Призор (студио))         | споредне улоге                              |
| 1999.        | Горштак: Анимирана серија                            | споредне улоге                              |
| 1999-2000.   | Млади мутанти нинџа корњаче (1987) (Призор (студио)) | Рафаело, Барн Томпсон, Господар Дрег        |
| 2005-2008.   | Млади мутанти нинџа корњаче (2003)                   | Рафаело, Секач                              |
| 2006.        | Херкул (ТВ серија)                                   | Арес, Тривија, Хипократ                     |
| 2006.        | Лило и Стич: Серија                                  | Капетан Ганту (сем у С1Е32), господин Купер |
| 2006.        | Тејлспин (Лаудворкс)                                 | Шир Кан                                     |
| 2006.        | Легенда о Тарзану (цртана серија из 2001)            | Тарзан                                      |
| 2007.        | Књига о џунгли 2                                     | Шир Кан                                     |
| 2007.        | ММНК (филм) (2007)                                   | Рафаело                                     |
| 2007.        | Улица Сезам                                          | Гровер                                      |
| 2008.        | Удружење монструма                                   | Џејмс Пи 'Сали' Саливан                     |
| 2008.        | Тарзан (филм из 1999)                                | Тарзан                                      |
| 2008.        | Тарзан                                               | Тарзан                                      |
| 2008.        | Удружење монструма                                   | Сали Саливан                                |
| 2008.        | Хенријеве занимљиве животиње                         | Наратор                                     |
| 2008.        | Хортон                                               | Влад Владикоф                               |
| 2009.        | Аладин (филм из 1992)                                | Џафар (говор), Стражар Разул, Пећина чудеса |
| 2016.        | Вајана                                               | Таматоа                                     |